# Station Saillagouse
Station Saillagouse is een spoorwegstation in de Franse gemeente Saillagouse op het traject van de Villefranche-Vernet-les-Bains - Latour-de-Carol (in de volksmond de 'Gele trein').